# Sylvia Young Theatre School
Sylvia Young Theatre School – prywatna szkoła położona w Londynie, która specjalizuje się w szkoleniu sztuk scenicznych (ang. performing arts).

## Historia
Szkoła została założona w 1972 roku przez Sylvię Young. Wówczas zajęcia nie były w pełnym wymiarze godzin i dopiero gdy została ona przeniesiona do dawnego budynku szkoły kościelnej w 1981 roku, zajęcia odbywały się w pełnym wymiarze. Nowy budynek szkoły mieścił się przy Rossmore Road, w Marylebone. W 2010 roku szkoła ponownie przeniosła swoją siedzibę do przebudowanego kościoła przy Nutford Place, w Westminster.
Szkoła słynie z kształcenia gwiazd oper mydlanych, gwiazd popu i osobowości telewizyjnych.

## Znani absolwenci
- Adam Woodyatt
- Adele Silva
- Adrianna Bertola
- Alex Pettyfer
- Alex Walkinshaw
- Amy Winehouse
- Anna Fantastic
- Archie Lyndhurst
- Ashley Horne
- Ashley Walters
- Ben Radcliffe
- Bessie Cursons[4]
- Bethan Wright
- Billie Piper
- Camilla Power
- Ceallach Spellman[5]
- Charlotte Spencer
- Chris Overton
- Clare Buckfield
- Clare Burt
- Dani Behr
- Daniel Kaluuya
- Danielle McCormack
- Danniella Westbrook
- Dean Gaffney
- Denise van Outen
- Desmond Askew
- Dionne Bromfield
- Dominique Moore
- Dua Lipa
- Elaine Tan
- Ella Purnell
- Emma Bunton
- Fern Deacon
- Frances Ruffelle
- Gemma Collins
- Giovanna Fletcher
- Hakeem Kae-Kazim
- Hollie Chapman
- Iain Robertson
- India Amarteifio
- Isabel Hodgins
- Isabella Pappas
- Jade Ewen
- Jade Alleyne
- Jake Roche
- James Lance
- Jamie Borthwick
- Jasmin Walia
- Jasmine Thompson
- Javine Hylton
- Jemima Rooper
- Jenna Russell
- Jennifer Veal
- Jesy Nelson
- Jodi Albert
- Joe Cooper
- John McCrea
- John Pickard
- Jon Lee
- Julie Buckfield
- Kara Tointon
- Karim Zeroual
- Keeley Hawes
- Kellie Bright
- Lashana Lynch
- Laura Evans[6]
- Laura Sadler[7]
- Lauren Platt
- Layton Williams
- Leigh-Anne Pinnock
- Leona Lewis
- Letitia Dean
- Lily Cole
- Louisa Lytton
- Lucinda Dryzek
- Luisa Bradshaw-White
- Mark Wright
- Matt Di Angelo
- Matt Willis
- Matthew James Thomas
- Melanie Blatt
- Mimi Slinger
- Mohammed George
- Molly Rainford
- Natalie Appleton
- Nethra Tilakumara
- Nathan Sykes
- Nicholas Hoult
- Nick Berry
- Nick Pickard
- Nicola Stapleton
- Nicole Appleton
- Perry Fenwick
- Pixie Davies
- Poppy Lee Friar
- Preeya Kalidas
- Reni Eddo-Lodge
- Renée Downer
- Rita Ora
- Robert Madge
- Samantha Womack
- Sapphire Elia
- Sarah Harrison
- Scott Robinson
- Sean Borg
- Shannon Arrum Williams
- Sheree Murphy
- Simon Lipkin
- Sophie Lawrence
- Stella Quaresma
- Steven Mackintosh
- Sydney White
- Tamzin Outhwaite
- Tom Fletcher
- Vanessa White